# Денисовичи
Денисовичи (бел. Дзенісовічы; до 12 июля 1965 года — Блудим) — деревня в Домановичском сельсовете Калинковичского района Гомельской области Белоруссии.
На юге, севере и западе мелиоративные каналы.

## География

### Расположение
В 49 км на северо-восток от Калинкович, 4 км от железнодорожной станции Холодники (на линии Жлобин — Калинковичи), 118 км от Гомеля.

## Транспортная сеть
Транспортные связи по просёлочной, затем автомобильной дороге Гомель — Лунинец. Планировка состоит из 2 (одна прямолинейная, вторая изогнутая) почти параллельных между собой улиц, ориентированных с юго-запада на северо-восток. Застройка двусторонняя, деревянная усадебного типа.

## История
Начало деревне положил фольварк Блудим (в ревизии Мозырского староства 1560 года именовался как "Остров Блудим"). Название Блудим фольварк получил по названию речки Блудимка, петлявшей по лесам в этих местах. Рядом с Блудимом расположена деревня Мироненки, бывшее Многоверш. Название деревни произошло от того, что из родников в болоте берут начало не только речки Ведрыч и Сведзь, но и много других ручьёв и речушек, которые в настоящее время пересохли.
В справочнике по Минской губернии за 1909 год Блудим это фольварк с одним двором, в котором 13 жителей. Развитие получил в середине 1920-х годов, когда начали создавать колхозы, и в Блудим переселяли жителей окрестных хуторов.
Деревня Блудим переименована в Денисовичи в 1965 году в честь жительницы деревни Надежды Николаевны Денисович — первого комиссара Домановичского партизанского отряда, расстрелянной фашистами 12 июля 1942 года. О Надежде Денисович написаны стихи и поэмы, издана документальная повесть «Сирень на пепелище» Изяслава Котлярова и Петра Далбы.
В 1908 году в Домановичской волости Речицкого уезда Минской губернии. В 1920-е годы здесь, на бывших помещичьих землях, активно строились переселенцы из соседних деревень. В 1930 году организован колхоз «Новый путь», работала кузница. В боях около деревни во время Великой Отечественной войны погиб 31 советский солдат (похоронены в братской могиле в центре деревни), 35 жителей погибли на фронте. Согласно переписи 1959 года в составе колхоза имени И. В. Мичурина (центр — деревня Холодники).

## Население
- 1908 год — 1 двор, 13 жителей.
- 1959 год — 104 жителя (согласно переписи).
- 2004 год — 34 хозяйства, 53 жителя.